# Porozumienie Centrum
Die Zentrumsallianz (pl. Porozumienie Centrum, PC) war eine polnische Partei mit christdemokratischer Ausrichtung. Sie entstand im Zuge des Systemwechsels 1989/90 aus einem Teil der Solidarność-Bewegung und wurde im Mai 1990 unter der Führung von Jarosław Kaczyński gegründet. Ihre Programmatik richtete sich vor allem gegen den Sozialismus und beinhaltete einen dezidierten Anti-Kommunismus.
Bei der ersten Direktwahl des Staatspräsidenten im November/Dezember 1990 unterstützte die PC Lech Wałęsa. Dieser ernannte den Parteivorsitzenden Jarosław Kaczyński anschließend zum Chef seiner Präsidialkanzlei, entließ ihn aber im Oktober des Folgejahres wieder. Kaczyńskis Zwillingsbruder Lech war unterdessen von März bis November 1991 Staatsminister für nationale Sicherheit. Der von Januar bis Dezember 1991 amtierenden Koalitionsregierung unter Jan Krzysztof Bielecki gehörte die PC mit zwei Ministern an.
Zur Parlamentswahl im Oktober 1991 trat die Zentrumsallianz zusammen mit kleineren Parteien und Unabhängigen aus dem Spektrum der Solidarność und der christlichen Rechten als Porozumienie Obywatelskie Centrum (POC; „Zentrums-Bürgerallianz“) an. Das Bündnis erhielt 8,7 % der Stimmen und 44 Mandate. Nach der Wahl stellte die PC von Dezember 1991 bis Juni 1992  mit Jan Olszewski den Ministerpräsidenten. Olszewski trat 1992 aus der Zentrumsallianz aus und gründete die Ruch dla Rzeczypospolitej (Bewegung für die Republik). Bei der vorgezogenen Neuwahl im September 1993 scheiterte die PC mit nur 4,4 % an der neu eingeführten Fünf-Prozent-Hürde und verpasste den Wiedereinzug in den Sejm.
Zur Präsidentschaftswahl 1995 nominierte die Partei zunächst mit Lech Kaczyński einen eigenen Kandidaten, der sich jedoch zugunsten von Jan Olszewski zurückzog. Für die Parlamentswahlen 1997 schloss sich die PC mit ca. 40 weiteren Gruppierungen zur Wahlaktion Solidarność (AWS) zusammen. Im Kabinett von Jerzy Buzek stellte die Zentrumsallianz mit Jan Szyszko den Umweltminister. Als das Wahlbündnis noch während der Legislaturperiode auseinanderbrach, gründeten die Zwillingsbrüder Jarosław und Lech Kaczyński 2001 die Partei Recht und Gerechtigkeit (Prawo i Sprawiedliwość, PiS).